# Orchis sureau
Dactylorhiza sambucina
Espèce
Classification phylogénétique
Statut de conservation UICN

 LC  : Préoccupation mineure
Statut CITES
L'Orchis sureau (Dactylorhiza sambucina) est une espèce de plantes herbacées de la famille des Orchidaceae.

## Description
Plante vivace à tubercules haute de 10 à 30 cm. Tige unique, glabre. Feuilles ovales assez larges, vernissées, de couleur vert pâle réparties sur toute la tige. Les fleurs sont pourpres à gorge orangée ou jaunes (les deux variantes cohabitent très souvent) à légère odeur de sureau. Les bractées (vertes ou rougeâtres) forment un épi terminal assez dense qui dépasse les fleurs. L'éperon est long et épais, incurvé vers le bas et égalant ou dépassant l'ovaire.

## Floraison
Avril-juillet.

## Habitat
Dans le Massif central, la plante affectionne les pâturages d'altitude et les landes à genêts. Dans ce massif, elle peut croître aussi bien sur sol granitique (Margeride) que basaltique (Aubrac) ou calcaire (Grands Causses).

## Aire de répartition
La plante est présente dans les montagnes du centre et du sud de l'Europe (assez rare) et aussi dans le sud de la Scandinavie. En France, cette orchidée est surtout présente dans les Alpes et le Massif central, et de façon plus ponctuelle dans le Jura, les Pyrénées orientales et les montagnes corses.

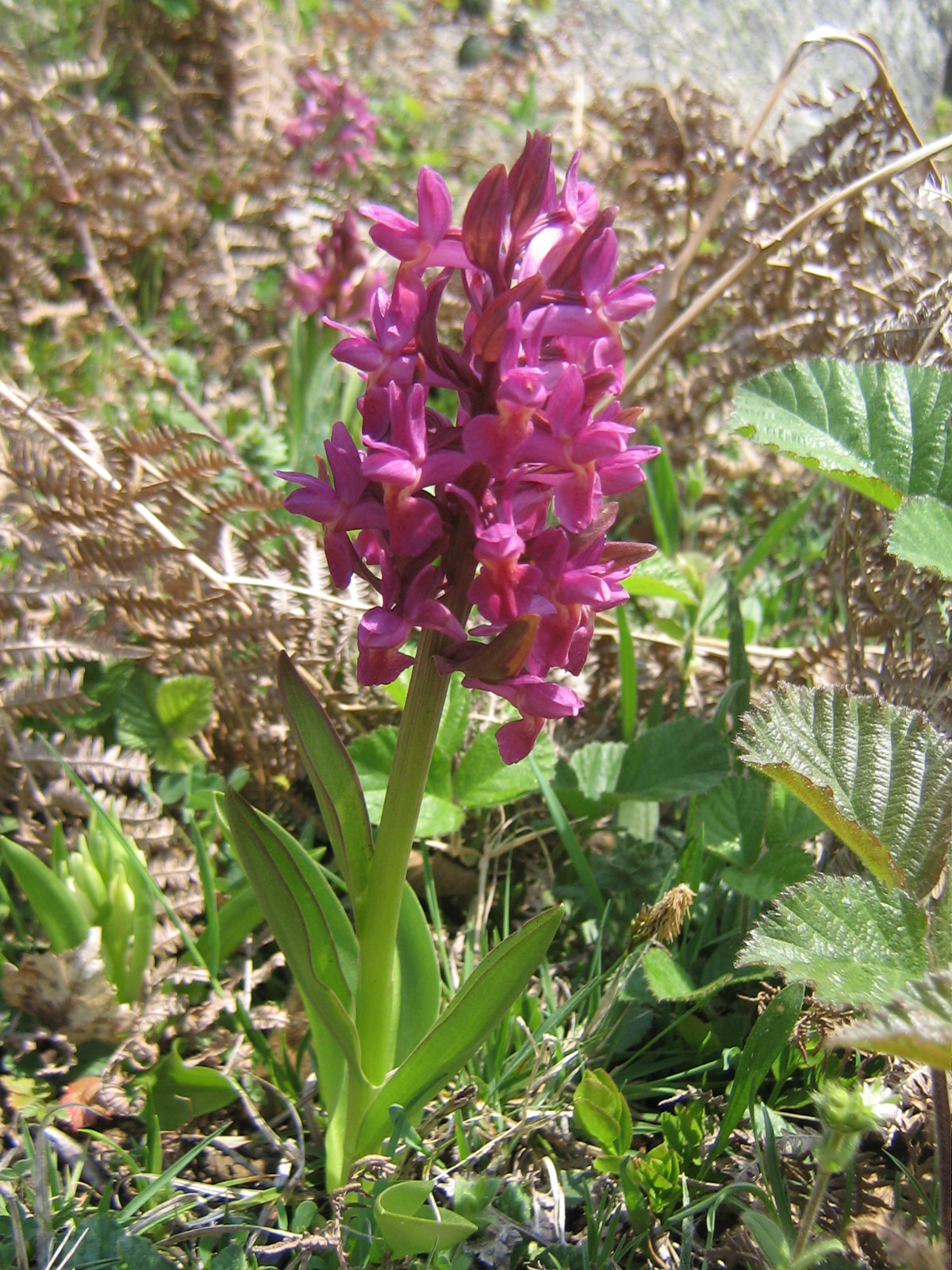
Orchis sureau (forme pourpre).